# Crystal Anthony
Crystal Anthony est une cycliste américaine, née le 20 novembre 1980 à Beverly au Massachusetts. Elle est spécialiste du cyclo-cross durant sa carrière.

## Palmarès en cyclo-cross
- 2012-2013
  - New England Cyclo-Cross Series #1 - Catamount Grand Prix 1, Williston
  - New England Cyclo-Cross Series #2 - Catamount Grand Prix 2, Williston
  - New England Cyclo-Cross Series #3 - Downeast Cyclo-cross 1, New Gloucester
  - New England Cyclo-Cross Series #4 - Downeast Cyclo-cross 2, New Gloucester
  - New England Cyclo-Cross Series #5 - Baystate Cyclo-cross 1, Sterling
  - NEPCX #6 - The Cycle-Smart International 2, Northampton
- 2013-2014
  - NEPCX #5 - The Cycle-Smart International, Northampton
  - Baystate Cyclo-cross, Sterling
- 2014-2015
  - Verge NECXS #7, Warwick
  - Resolution 'Cross Cup (1), Dallas
- 2015-2016
  - Trek CXC Cup #2, Waterloo
  - Supercross Cup #1, Stony Point
  - Supercross Cup #2, Stony Point
  - North Carolina Grand Prix - Race #1, Hendersonville
  - North Carolina Grand Prix - Race #2, Hendersonville
- 2016-2017
  -  Médaillée d'argent du championnat panaméricain de cyclo-cross
- 2017-2018
  - Ruts N Guts #1, Broken Arrow
  - Resolution Cross Cup - Race #2, Garland
- 2018-2019
  - Deschutes Brewery's GO Cross #2, Roanoke
  - Really Rad Festival of Cyclocross #1, Falmouth
  - Really Rad Festival of Cyclocross #2, Falmouth